# Wilhelm Frank (Politiker, 1872)
Wilhelm Frank (* 25. Juni 1872 in Hilders; † 1. Juli 1948 in Rotenburg an der Fulda) war ein deutscher Politiker (Zentrum).
Nach dem Besuch der Volksschule in Hilders erlernte Wilhelm Frank das Maurerhandwerk. 1904 wurde Frank im Volksbüro des Volksvereins Mönchengladbach ausgebildet. Ferner besuchte er den großen volkswirtschaftlichen Kursus beim Volksverein für das katholische Deutschland.
Spätestens nach dem Ersten Weltkrieg begann Frank sich in der katholischen Zentrumspartei zu engagieren. Im März 1920 zog Frank im Nachrückverfahren für den ausgeschiedenen Abgeordneten Richard Müller nachträglich in die im Januar 1919 gewählte Weimarer Nationalversammlung ein, in der er bis zum Zusammentritt des ersten regulären Reichstages der Weimarer Republik im Juni 1920 den Wahlkreis 19 (Hessen-Nassau und Waldeck) vertrat.